# UNIX System Services
UNIX System Services (USS) — компонент операционной системы z/OS для мейнфреймов IBM; подсистема, обеспечивающая сертификацию z/OS как системы Unix (стандарт XPG4 UNIX 95). USS интегрирован в TSO, благодаря чему пользователи, которые привыкли к Unix, могут использовать привычные им службы и программы, и отдавать команды TSO в командной оболочке Unix. С другой стороны, пользователи ISPF также могут просматривать файловую систему USS и использовать её файлы в JCL-коде.
USS работает на мейнфреймах поколения IBM System z, работающих под управлением z/OS. Многие приложения могут быть перенесены из других Unix-систем на USS, либо будут работать после их перекомпиляции штатным компилятором. USS работает с файловыми системами HFS и zFS, которые отображают файлы в специальные VSAM наборы данных, которые может читать z/OS.
В стандартной комплектации USS имеет все необходимые службы, включая z/OS Management Facility, сервисы разбора и генерирования XML-структур, OpenSSH, IBM HTTP Server для z/OS, z/OS SDK для Java и другие. Обычно каждый новый выпуск z/OS привносит улучшения и в USS.
До появления USS компания IBM уже выпускала подобный компонент под названием OpenEdition MVS, который поддерживал только стандарты POSIX.